# Emmanuel François
 (novembre 2017).
Nicolas Emmanuel Henri François (1784-1840) est un juriste et homme politique belge qui fut administrateur de la Sûreté Publique entre 1831 et 1839.

## Biographie
Emmanuel François naît en 1784 à Bastogne dans le duché de Luxembourg.
Il suit une formation de droit qui lui permet de devenir juriste et d’exercer la fonction d’avocat jusqu’en 1830.

## Membre du Congrès (1830-1831)
En 1830, Emmanuel François est élu, à l’âge de 46 ans, comme membre du Congrès National pour y représenter le district de Virton.

### Prises de position
Lors des réunions, il va intervenir trente et une fois sur différents sujets afin d’y défendre ses convictions. Ses interventions les plus notables se font lors des débats sur le sort de la maison d’Orange, de la Province du Luxembourg ainsi que du traité du 20 janvier 1831. On peut également citer ses opinions sur les droits et la constitution.
Les interventions de Mr. François le dépeignent donc comme un libéral, anti-hollandais et pro-Luxembourg.

#### Anti-hollandais
En 1830, la Belgique vient de déclarer son indépendance et de rejeter le contrôle hollandais sur son territoire. Le Congrès doit, lors d’une séance du 24 novembre, traiter de l’exclusion des Nassau de tout pouvoir en Belgique. Ce jour-là, Emmanuel François prévoit un discours qu’il choisit finalement de ne pas prononcer. Ses propos y sont très hostiles à l’encontre des Hollandais et de leur famille royale.
On y lit notamment que la Hollande est un « peuple matériel » dont « la politique a toujours été la seule règle de conduite et l’intérêt, le seul mobile de leurs actions ». Il les accuse ensuite d’avoir traité les Belges « comme une colonie, un pays conquis » et avance que lors de ces débats, les Hollandais n’accorderont « que ce que la force leur arrachera ». La fin de son discours est cependant plus modérée puisque le congressiste rejette l’argument de vengeance : « Mon vote, ce n’est point la vengeance qui le dicte, (…) je vote pour l’exclusion parce qu’elle me parait le seul moyen de calmer les esprits, d’empêcher une nouvelle révolution et d’assurer les libertés de ma patrie ». 

#### Pro-Luxembourg, opposition au traité de janvier 1831
Au cours de son processus d’indépendance, la Belgique se doit d’être reconnue par les nations étrangères. Pour ce faire, le 20 janvier 1831, deux protocoles sont publiés dont le premier traite des bases de la séparation du territoire. Néanmoins, plusieurs décisions, jugées inéquitables par les Belges, créent le mécontentement. En effet, une d’entre elles concerne le sort des régions du Limbourg et du Luxembourg qui devront revenir aux Pays-Bas.
Emmanuel François, élu comme représentant de la région luxembourgeoise, s’oppose vivement au destin hollandais du Luxembourg et s’exprime à ce sujet le 17 novembre 1830 : « Nous devons fixer l'état de la province de Luxembourg, la comprendre dans la déclaration d'indépendance, sans rompre néanmoins, pour le moment, toutes les relations extérieures ». Par la suite, il appelle à la protestation contre les décisions du 20 janvier. Son opposition se manifeste également lors des débats pour désigner celui qui sera roi des Belges. Emmanuel s’oppose à l’élection de Louis d’Orléans, duc de Nemours, dont le père Louis-Philippe, roi des Français avait accepté les conditions du protocole du 20 janvier et donc l’avenir hollandais du Luxembourg. Par après, il soutient le choix de Léopold de Saxe Cobourg Gotha.

#### Constitution
Au sein des prises de décisions concernant les libertés et le droit constitutionnel, François adopte une position libérale et démocratique.
Ainsi, il fait l’éloge de la liberté de la presse : « Il faut des garanties contre la licence ». Et lorsque le débat traite des pouvoirs du roi, il rappelle l’article quinze de la Joyeuse entrée de 1780 qui prévoyait le cas de la déchéance.

## Administrateur de la Sûreté Publique (1831-1839)
En mai 1831, un mois après la démission d’Isidore Plaisant, Emmanuel François est désigné pour lui succéder à la tête de la Sûreté de l’État.

### Les pouvoirs de l’administrateur

#### L’état de la Sûreté
Le 11 octobre 1830, quelques mois après la révolution belge, la question de la sécurité est abordée. Le gouvernement provisoire fait disparaître les directeurs de police ainsi que le système de haute police créée par Fouché. Néanmoins, la nécessité de conserver un service de police secrète chargé de la sûreté du nouvel état se fait sentir et mène, le 15 octobre, à la création par décret de cinq mandats d’administrateur dont celui de la Sûreté Publique. Ce dernier se voit chargé de larges compétences qui couvrent des domaines comme "la police (sur laquelle il exerce un contrôle tutélaire et bienfaisant), les prisons, les maisons d’arrêt et de bienfaisance, les passeports, les courriers  et les autres moyens de transport à l’exception de la poste ainsi que le contrôle des fabriques à caractère insalubre".
A cette époque, la Sûreté apparaît comme un "instrument au service d’un régime politique bourgeois qui l’utilise pour surveiller ce qui pourrait menacer les intérêts des classes politiques libérales et catholiques au pouvoir". Elle doit servir un enjeu international ; la Belgique, jeune état, doit démontrer sa capacité à maintenir l’ordre et ce, même aux dépens de certaines libertés prises avec la tradition d’hospitalité et avec le principe d’égalité de traitement dont jouissent en principe les étrangers.
Lors de sa création, la Sûreté dépend du ministère de l’Intérieur (3 mars 1831). Par la suite, son caractère instable la fait passer à la Justice (9 janvier 1832) avant de revenir à l’Intérieur (5 août 1834 – 18 avril 1840). Pendant les années qui suivent sa création, la Sûreté perd beaucoup de ses pouvoirs initiaux mais l’administrateur garde une certaine autonomie ainsi que des pouvoirs aussi étendus que mal déterminés. On sait par exemple qu’en janvier 1832, l’administrateur maîtrise l’application des lois et règlement de police générale, il peut avoir recours à l’armée, correspondre directement avec les ministres, les autres fonctionnaires publiques et les officiers de gendarmerie. Ses pouvoirs se déclinent en quatre volets :
1. "Veiller à la surveillance des personnes et des associations étrangères ou belges dont l’activité était susceptible de troubler la tranquillité publique, ou tendait à la destruction des institutions".
2. "Établir une série de documentations à l’intention du gouvernement en ce qui concerne les organisations dangereuses".
3. "Éclairer le gouvernement et les polices locales sur les mesures propres à sauvegarder l’ordre public".
4. "Contrôler les étrangers par voie de circulaires".

Si la Sûreté et son administrateur disposent de vastes pouvoirs parfois nébuleux, les manques de moyens et d’hommes mettent des bâtons dans les roues de Mr. François lorsque celui-ci entre en fonction. En effet, dès le début de son mandat, l’administrateur se plaint "manque de moyens financiers, du manque d’archives secrètes et  de dossiers sur les individus à surveiller". De plus, François fait renvoyer les six agents de son prédécesseur, Isidore Plaisant, qu’il juge inexpérimentés.
Peu et mal entouré, Emmanuel François s’efforce à remettre la Sûreté sur pieds. À cette époque, l’administration se compose uniquement de deux commis, de deux expéditionnaires et d’un huissier. Il faut attendre 1835 pour voir l’arrivée d’un chef de division pour seconder l’administrateur dans la rédaction des rapports. Par la suite, la situation des employés ne s’améliore pas. En effet, les missions de filature et de surveillance sont données  à des agents « peu recommandables », d’anciens débardeurs ("scheppers") qui procèdent à des arrestations brutales.

#### Volonté de réforme et relation avec la police
Depuis le premier jour de sa création, la Sûreté est, avec la police, au centre de plusieurs conflits au sujet de "la répartition des compétences, des rapports mal définis entre elles et sur l'absence de régime légal organisant le statut et le fonctionnement de la Sûreté publique". De plus, les actions brutales des hommes de la Sûreté, offusquent les autorités locales dont le monopole sur la protection est mis à mal. En 1832, un arrêté confie à l’administrateur un pouvoir de stimulation et de surveillance de l’appareil policier mais cela ne suffit pas pour Emmanuel François qui souhaite renforcer sa position auprès du gouvernement.  A ce moment de sa carrière, l’administrateur dénonce et utilise les tumultes de la révolution qui persistent (ex : pillages de Bruxelles, 1834) pour pointer du doigt l’incapacité des polices locales (principalement de Bruxelles) à maintenir l’ordre public. Ainsi, il parle de la capitale belge comme d’un « nid de malfrats et de conspirateurs » et du commissaire Verluyten comme d’un « vieillard inapte, entêté et négligent ». Il n’hésite pas à émettre des doutes quant au patriotisme de plusieurs commissaires qu’il soupçonne de soutenir le roi hollandais. Le tableau dépeint par François est "pessimiste et forcé".
Face à cette situation, François propose son projet au gouvernement belge : la création d’un directeur de la Sûreté publique dont les pouvoirs réuniraient ceux de la police politique, judiciaire et administrative. Ce directeur, que ses pouvoirs mènerait au rang de ministre, pourrait "correspondre avec tous les fonctionnaires publics ainsi qu’édicter des ordonnances pour l’application des lois. De plus, il souhaite que ce directeur soit investi de la charge de préfet au sein de la ville de Bruxelles et qu’il puisse désigner lui-même les commissaires qui lui seraient loyaux". Ce projet colossal ne suscite pas l’adhésion au sein du gouvernement qui voit dans les pouvoirs d’un tel ministre un danger pour un pays qui se base sur la séparation des pouvoirs et dont les communes sont attachées à leurs franchises.

### Politique de l’administrateur

#### Anti-orangisme
En 1830, la révolution belge est un succès : la prise de pouvoir est finie, le pays est reconnu à l’international et les bases d’un état nation libéral sont jetées. Néanmoins, le contexte post-révolutionnaire d’une jeune nation est un terreau propice pour plusieurs groupes d’opposition et à la violence.
Les premières années de la Belgique sont marquées par un affrontement avec les Pays-Bas. Les deux pays sont en guerre sur le front mais aussi dans les salons.  En effet, après les remous de la révolution, naît un groupe de personnes qui soutiennent la maison royale de Nassau et souhaite son retour : les Orangistes. Ce groupe, bien organisé (ex : presse), dont les membres sont issus de la vieille noblesse de cours, reste fidèle au roi des Pays-Bas et domine une grande partie de la vie mondaine bourgeoise et aristocratique.
Opposés au nouvel état belge, les orangistes attirent l’attention de la Sûreté qui voit d’un mauvais œil leurs actions. Alors que l’administration est encore jeune, il lui faut endiguer cet orangisme aristocratique et industriel qui représente un danger pour la Belgique.
L’action des orangistes se décline sous plusieurs formes : écriture et publication de pamphlets et pétitions, port d’enseignes hollandaises, etc. La Sûreté et son administrateur demandent aux commandants de gendarmerie des rapports sur l’état d’esprit de la population et des renseignements sur les membres de ce groupe. Dès 1834, des brigades de maréchaussée sont stationnées à la frontière hollandaise pour surveiller activement le passage et la communication des sujets hollandais avec les sujets belges. La Belgique étant en état de guerre, l'administrateur correspond directement avec le ministre de la guerre pour mettre sur pied ces différentes mesures. Les espions hollandais démasqués sont expulsés, ainsi que certains journalistes qui, selon un rapport au roi de l'administrateur François en 1834 : « Abusent de la manière la plus grave de l'hospitalité qu'ils ont trouvée chez nous et qui provoquent ouvertement dans leurs journaux au retour de la dynastie déchue ». L'orangisme dure jusqu’en 1839, date de la paix avec la Hollande.

##### Les pillages d’avril 1834
Si la Sûreté doit gérer la question orangiste dès le début de sa création, un événement en particulier a un impact sur l’image de l’administration et de son directeur : les pillages d’avril 1834.
C’est au mois d’avril 1834 que les orangistes signent une liste de soutien au prince d’Orange. Peu de temps après, un pamphlet belliqueux circule avec les noms et adresses des signataires. Poussés par des rumeurs alarmantes, des républicains passent à l’action et "les bâtiments de seize signataires sont rasés et deux habitations sont en partie démolies".
À la suite de ces événements, les réactions sont vives et rapides. Le ministre Ernst dépose à la chambre un projet de loi visant à permettre "l'expulsion ou la relégation par le gouvernement, de tout étranger résidant en Belgique". De plus, le gouvernement craint des agissements semblables de la part des républicains et anarchistes et en conséquence, décide d'expulser une trentaine d'étrangers suspects, ce qui ne manque pas de susciter une contestation au Parlement.
En ce qui concerne la Sûreté, Emmanuel François est la cible de nombreuses critiques. En effet, ce dernier est accusé de "cécité vis-à-vis des pillages" et on lui reproche de n’avoir pas su anticiper et empêcher les troubles dans la capitale. Plusieurs parlementaires invectivent l’administrateur qui est accusé d’inventer des conspirations pour augmenter son propre pouvoir et jeter son dévolu sur les républicains, les saint-simoniens et les secrets de familles. On note qu’à son époque, Isidore Plaisant avait déjà été accusé d’avoir laissé perturber les prêches des saint-simoniens. De plus, les expulsions des étrangers sont qualifiées d’arbitraires.
Malgré ces critiques, le désordre ambiant et la peur convainquent le gouvernement de conserver la Sûreté.
Afin de se défendre, François fait imprimer une brochure dans laquelle il rejette les accusations dont il est l’objet devant la Chambre des représentants au sujet des pillages.

#### Gestion des étrangers
Au début de son histoire, la Belgique est marquée par une décentralisation de l’état, et ce, également en matière d’immigration. Ce sont les autorités locales, situées aux frontières qui ont la charge de vérifier la validité des passeports des étrangers qui se rendent en Belgique. Néanmoins, l’administrateur de la Sûreté a un droit de regard sur la police des étrangers et peut faire arrêter et reconduire aux frontières les étrangers en situation présumée irrégulière ou réputés nuisibles et ce, sans devoir motiver le bien fondé de son acte. On parle d’une véritable police des passeports.
Si, dans l’absolu, l’administrateur François a le pouvoir de gérer l’expulsion des étrangers, plusieurs affaires, à la fin de son mandat, vont avoir un impact négatif sur son image et la réputation de la Sûreté.

##### L’affaire Schaefen (juillet 1838)
Le premier juillet 1838, le journal « L’indépendant belge » rapporte des événements relatés par le « Journal de Liège ». Un ex-huissier prussien de 60 ans, François Schaefen, est reconduit à la frontière sur ordre de l’administrateur François en vertu de la loi des passeports ; Monsieur Schaefen, étant en défaut de papiers. Quelques jours plus tard, le dix juillet, le même journal explique que les gendarmes chargés de l’arrestation sont inculpés pour avoir commis, suite des faits de corruption, des actes arbitraires portant atteinte à la liberté individuelle. C’est le ministre de la justice lui-même qui ordonne des poursuites contre eux.
Les détails de l’affaire sont davantage établis le trente octobre 1838 dans le journal « L’émancipation, politique, commerciale, religieuse et littéraire » qui cite à nouveau les propos du « Journal de Liège ». On y apprend les informations suivantes.
François Schaefen, huissier à Eisineiller (Prusse), à la suite de la perte de son emploi, donne à un imprimeur de Sittard une brochure contre le gouvernement rédigée par un curé de Bilek, Mr. Bintérim. Le gouvernement prussien lance alors un mandat d’arrêt contre Schaefen qui décide de se réfugier en Belgique, à Kerkrade (région du Limbourg des Pays-Bas, encore administrée par la Belgique) avec le consentement des autorités locales. Le journal avance que les Prussiens sont mis au courant de cette fuite et entrent en contact avec le gouvernement belge pour retrouver l’homme car le dix-neuf mai, Emmanuel François demande à la gendarmerie du Limbourg de trouver le réfugié et de le ramener à la frontière si celui-ci se trouve sans passeport en règle. Cet ordre est transmis à la gendarmerie de Heerlen. Le onze juin, Schaefen est appréhendé chez lui et conduit à Heerlen devant le maréchal des logis qui constate son absence de passeport. On charge alors, le brigadier Vleming et le gendarme Knapen de le mettre à la frontière par la commune de Rimbourg. Le gendarme Peetersbroeck, présent lors de son arrestation, accompagné de deux gendarmes prussiens, se trouve déjà à la frontière. Schaefen souhaite aller à  Brouckhausen ou Nieuwenhangen, un peu plus au nord, où il espère ne voir aucun gendarme. Néanmoins, on l’amène à la bruyère d’Ubach où, à peine arrivé, il est arrêté et emmené par les autorités prussiennes.
C’est à la suite de ces événements que le brigadier et les deux gendarmes sont traduits devant la cour d’assise de Tongres pour l’infraction de l’article 114 du code pénal relatif aux libertés individuelles.
Dans leur défense, les accusés nient l’acte d’extradition et  soutiennent que « l’expulsion leur avait été ordonnée par leur chef immédiat, lequel avait reçu l’ordre de son commandant et celui-ci de l’administrateur ». Ce système a été accueilli par le jury et les prévenus acquittés.

##### L’affaire Souillard (octobre 1838)
Au mois d’octobre 1838, une étrange affaire secoue l’opinion publique et la presse ; celle de M. et Mme Chirett, dit Souillard.
Tout commence le premier octobre 1838, lorsque l’Observateur rapporte l’histoire d’un étranger du nom de Chirett, dit Souillard, venu en Belgique avec des papiers en règles et séjournant à Bruxelles en tant que fabricant de meubles et de ses déboires avec la Sûreté. En effet, ce dernier reçoit la visite de deux agents de la Sûreté qui, au nom de l’administrateur, lui demandent de les suivre. Chirett exige de voir leur mandat, qu’ils n’ont pas, et refuse alors de les suivre. Le lendemain, les agents reviennent et, face à l’absence de Souillard, emmènent sa femme âgée de dix-huit ans et enceinte. Une personne qui a visité la jeune femme en prison informe alors le journal pour rapporter les conditions de son traitement.
L’affaire continue le huit octobre, lorsque le journal apporte plus de détails à l’affaire du couple Chirett. On y apprend les informations suivantes : Souillard est un réfugié français qui pendant plusieurs mois a travaillé comme tapissier à Londres.
Il décide de quitter l’Angleterre car sa santé fragile ne lui permet pas de supporter le climat. En Belgique, M. Rang, un ébéniste, lui propose de venir à Bruxelles pour y travailler. Le journal explique, qu’il vient donc avec des papiers en règle mais retombe malade, ce qui pousse sa femme à le rejoindre en catastrophe dans la capitale, ne lui laissant pas le temps de régler les formalités administratives. À la suite de la visite des agents, Chirett quitte Bruxelles par peur que la police ne l’empêche d’exercer son métier en toute tranquillité. Le 24 septembre, son épouse revient chercher des affaires à Bruxelles mais le lendemain à 6h30 du matin, deux agents la somment de les accompagner au ministère de la justice. Mme Chirett subit un interrogatoire de trois heures, au cours duquel, on lui propose la liberté en échange du lieu de résidence de son mari. À la suite de son refus, les agents l’enferment aux Petits-Carmes, à la disposition de l’administrateur. Là-bas, elle écrit à l’administrateur qu’elle quittera le territoire d’elle-même si elle est libérée, comme la loi le permet. Mais François refuse. La jeune femme passe ensuite cinq jours à la prison d’Hal, dans un cabanon peu éclairé, sur un lit de paille, entourée de graffitis obscènes. Par la suite, on la place dans une charrette, aux côtés d’autres condamnés, pour l’expulser du pays.
Des démarches lui permettent d’être ramenée avec un gendarme en diligence (à ses frais : elle doit payer 45 francs) à Tournai. On  explique que rien n’a transpiré de cette affaire car une lettre qu’elle avait écrite en prison n’est jamais partie. Le journal s’interroge sur cet événement : négligence ou calcul ?
En guise de conclusion pour cet article, l’Observateur se dit choqué du traitement subi par Mme Chirett car elle refuse de dénoncer son mari. Le journal accuse Emmanuel François d’avoir violé la loi et outragé la morale publique. Il est ajouté qu’il y a infamie et lâcheté à poursuivre une femme pour des faits qui ne lui sont pas personnels et de la priver de liberté au prix d’une dénonciation amorale. Le journal explique que l’administrateur n’avait pas le droit de faire emprisonner et reconduire cette femme dans des conditions fâcheuses alors qu’elle-même proposait de partir. Enfin, le journal conteste le droit que l’administrateur s’est donné puisqu’au vu de la situation de Mme Chirrett, c’était aux tribunaux de la juger.
Néanmoins, le cas Chirett se s’arrête pas là ; puisque quatre jours après, le douze octobre, le Moniteur, via « L’indépendant belge » offre une autre vision du déroulement de l’arrestation. On y lit que la femme se donne le nom de Joséphine-Françoise Jamin, avant de dire que c’est Pornin. Il est ajouté qu’elle n’a pas de papiers et qu’il est donc normal de l’expulser.
De plus, plusieurs faits sont contestés.
1. L’interrogatoire n’a pas duré trois heures mais trois quarts d’heure.
2. Mme Chirett n’a pas été mise au secret puisque les visites étaient permises.
3. A aucun moment on ne lui a proposé la liberté en échange d’informations sur son mari.
4. Son état de grossesse n’a été ni remarqué, ni mentionné.

Le Moniteur explique également que l’administration n’a rien à voir avec la manière dont elle a été reconduite (charrette) puisque la Sûreté n’intervient jamais dans ce type de situation.
Enfin, on explique que si M. Souillard devait se rendre à la Sûreté c’est parce que, lorsqu’il est arrivé, il n’avait qu’un passeport anglais avec pour seule information un nom « Chirett », et qu’il a dit qu’il reviendrait pour faire des papiers convenables avec un prénom. Seulement, il ne serait jamais venu.
Si la vérité dans cette affaire est aujourd’hui difficile à trouver, il est évident de discerner l’opinion défavorable de la presse, qui s’offusque de l’attitude de l’administrateur et de ses agents. L’affaire Chirett, est un exemple qui illustre parfaitement le regard sur la Sûreté qui, certes, agit lorsque besoin est (ici une affaire de passeports non réglés) mais par le biais de méthodes violentes qui déplaisent et choquent.

### Opinion publique
Au cours de son mandat d’administrateur, Emmanuel François entretient des rapports compliqués avec ceux qui l’entourent et cultive une opinion assez défavorable à son sujet.
Le cas Chirett illustre parfaitement le regard désapprobateur de la presse à son égard, qui juge ses actions violentes et choquantes. Lorsqu’il est remplacé par Hody en 1839, le journal Le Belge n’hésite pas à souhaiter l’éviction des hommes de François qu’il nomme  «  lions, bassets, limiers, furets et autres animaux malfaisants ».
De manière générale, François est mal perçu par l’opinion publique qui considère qu’il invente des conspirations "pour mieux s’attaquer aux républicains, aux saint-simoniens ainsi qu’aux secrets de famille". En outre, sa méfiance excessive le discrédite auprès des autorités communales.
Au sein du monde politique et du gouvernement, François ne se fait pas que des amis et est même perçu d’un mauvais œil. La Chambre dénonce ses « tracasseries » à l’encontre des étrangers, considère son attachement aux lois de passeports dépassés et remet en doute le pouvoir d’exclusion de l’administrateur. De plus, les représentants de Brouckère, Gendebien et Robaulx l’accusent « d’espionnite » et lui reproche de vouloir pénétrer l’intimité de personnalités inoffensives. L’ancien ministre de la justice, Barthélémy dit à son sujet : « Il n’a jamais cessé de m’effrayer, à l’en croire nous n’avons pas cessé d’être sur un volcan ». En 1841, Mr. Gendebien, député de la chambre, reproche à l’administrateur ses penchants « conspirationnistes » : « Chaque fois que Mr François a peur, il invente des conspirations, et Mr. François a toujours peur ».
On lui reproche de l’ingérence (villes et police). Cependant, Jean Nicolas Rouppe, bourgmestre de Bruxelles, défend l’administrateur en disant que "jamais il ne l’avait gêné dans l’exercice de ses fonctions". Le commissaire principale Verluyten dit au sujet du travail de la Sûreté que « les renseignements fournis par l’administrateur sont exagérés mais il ne faut négliger aucune source ».
Notons, en information supplémentaire qu’Emmanuel François fait partie des 1031 personnes proposées pour obtenir la croix de fer par la commission des récompenses honorifiques et qu’il l’a reçoit effectivement.

### Fin de mandat et mort
Après huit années passées à la tête de l’administration de la Sûreté publique, Emmanuel François est remplacé, le cinq janvier 1839, par arrêté royal, par Mr. Alexis Hody, procureur du roi à Bruxelles. Il occupe jusqu’au premier février de la même année le poste de commissaire de l’arrondissement de Neufchâteau, puis remplace Mr. Simony à la recette de la Sambre.
On apprend dans le Courrier de la Meuse du 16 janvier 1840, qu’Emmanuel François décède le onze janvier 1840 dans une maison de santé de Liège.